# 塔拉西夫卡 (彼得罗-米哈伊利夫卡市镇)
48°3′51″N 35°8′47″E / 48.06417°N 35.14639°E
塔拉西夫卡（烏克蘭語：Тарасівка），2016年前称恰帕耶夫卡（烏克蘭語：Чапаєвка），是位於烏克蘭東南部的村莊，由扎波羅熱州扎波羅熱区的彼得羅-米哈伊利夫卡市鎮負責管轄。該村面積0.34平方公里，2001年人口50，人口密度每平方公里147.1人。